# Ausztrál fecske
Az ausztrál fecske (Hirundo neoxena) a madarak osztályának verébalakúak rendjébe és a fecskefélék (Hirundinidae) családjába tartozó faj.

## Előfordulása
Ausztrália és Új-Zéland nyílt területein, városaiban található meg. Új-Kaledónia és Pápua Új-Guinea területén kóborló.

## Alfajai
- Hirundo neoxena carteri
- Hirundo neoxena neoxena

## Megjelenése
Testhossza 15 centiméter. Felül metálkék-fekete színű tollazat, alul hasa fehér. Melle, torka és pofája barna színű, farka hosszú, villás.
|  |

## Életmódja
Tápláléka rovarokból áll, melyeket röptében kap el. Gyakran szokott nyílt területeken alacsonyan repülni.

## Szaporodása
Fészke nyitott, csésze alakú, melyet mindkét nem csinál. Sárból készít sziklára vagy épületre, tollal béleli. A fészekalj 3–5 tojásból áll amelyeken csak a tojó kotlik 2–3 héten keresztül. A fiatalokat mindkét szülő eteti amelyek 2–3 heten belül elhagyják a fészket. Gyakran két fészekaljt nevelnek fel egy szezon alatt.

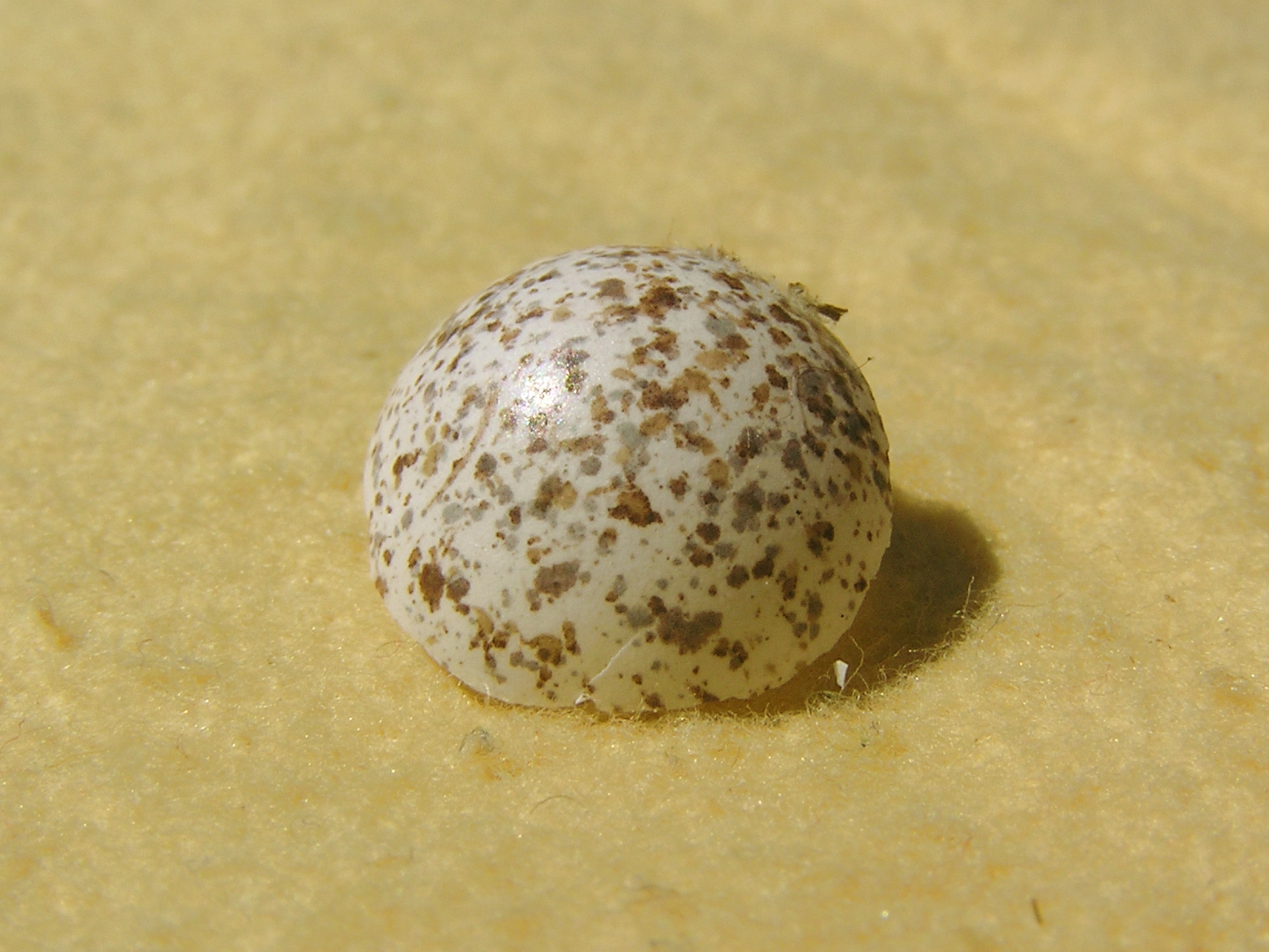
Tojása
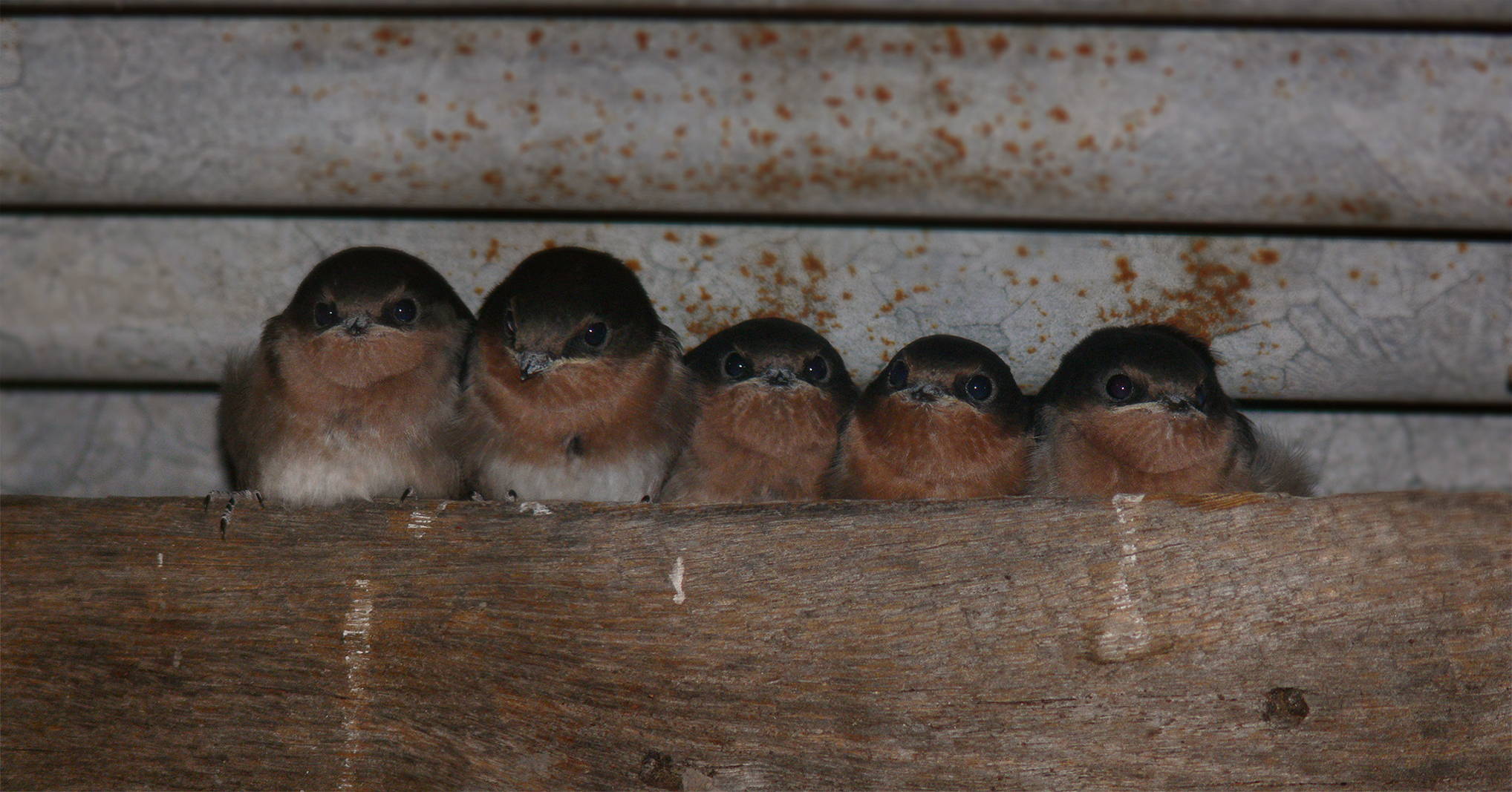
Család
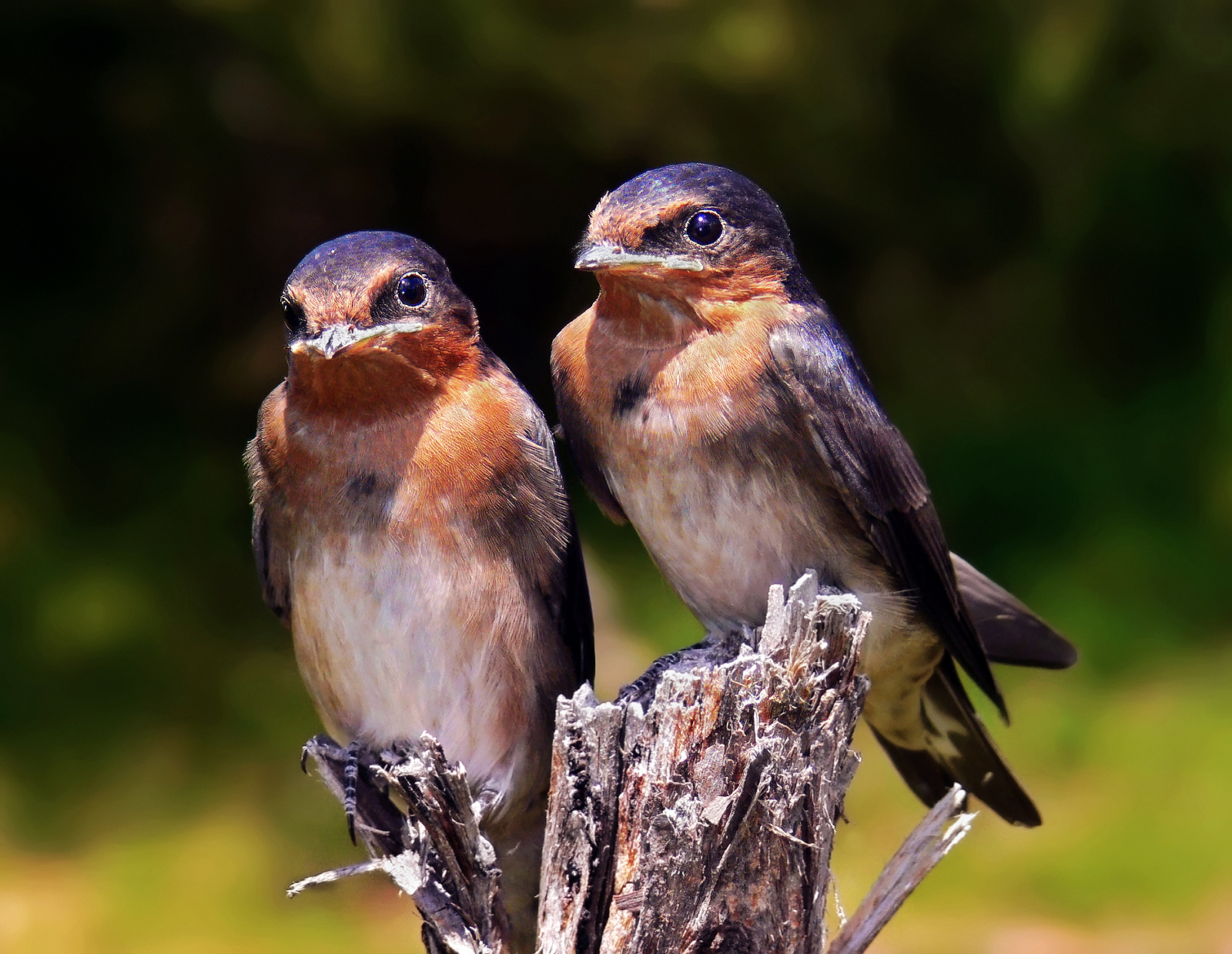
Kirepült fiatalok